# Maude Kegg
Maude Kegg (en ojibwa Naawakamigookwe, "Centrada sobre la mujer del suelo") fue una artista, escritora, folclorista e intérprete ojibwa miembro de Mille Lacs Band of Ojibwe de Minnesota.
Maude Ellen Mitchell nació en Crow Wing County (Minnesota), en 1904, hija de un miembro de los Mille Lacs Indians anishinaabe, después de la muerte de su madre, su abuela materna y su padre la criaron y eligió su día de nacimiento el 26 de agosto, ya que no sabe cuándo nació. Se casó con Martin Kegg en 1920 por el rito tradicional de su clan y en 1922 en una iglesia. 
El gobernador de Minnesota, Rudy Perpich, le rindió homenaje el 26 de agosto de 1986 como su día en ese estado. Le concedieron el premio National Heritage Fellowship y falleció en enero de 1996. 